# Karl Machus
Karl Reinhold Machus (* 17. Dezember 1884 in Berlin; † 24. Mai 1944 ebenda) war ein deutscher Filmarchitekt.

## Leben
Machus hatte seine künstlerische Ausbildung zum Kunstmaler an der Kunstgewerbeschule seiner Heimatstadt Berlin erhalten, spezialisierte sich anschließend auf Theaterausstattung und das Baufach und war im Jahre 1918 als Maler und Mitarbeiter des Szenenbildners Kurt Richter zum Film gestoßen. An Richters Seite wirkte er an der Herstellung der Kulissen zu zwei der bekanntesten frühen Lubitsch-Großproduktionen (Carmen, Madame Dubarry) mit. 
Seit 1919 eigenständiger Filmarchitekt, designte Machus zunächst düstere Nachkriegsdramen aus dem Berliner Milieu (Schieber, Berlin W) aber auch Gesellschaftsmelodramen (Die Nacht der Entscheidung, Der Roman eines Dienstmädchens). Häufig war der frühere Architektenkollege Manfred Noa sein Regisseur. Mit den beiden großangelegten Schauspiel-Verfilmungen Othello und Nathan der Weise nahm Machus 1921/22 erneut an zwei Spitzenproduktionen teil. Anschließend, bis weit in die 30er Jahre hinein, musste er sich allerdings mit Aufträgen zu durchschnittlicher Unterhaltungsware begnügen, die ihn immer wieder mit dem für seinen schnellen Inszenierungsstil bekannten Regisseur Carl Boese zusammenführte. 
Ab 1936 entwarf Machus die Kulissen für gediegene Qualitätsinszenierungen (Literaturadaptionen, Dramen, Melodramen) des Unterhaltungsroutiniers Hans H. Zerlett, ab 1939 war er fast ausschließlich für die deutsch-nationalen, pathetischen „Großfilme“ des NS-Günstlings Veit Harlan zuständig. Zwischen Kriegsausbruch 1939 und 1944 bildete Machus mit dem Kollegen Erich Zander ein festes Architekten-Gespann. Das Duo entwarf einige der prestigeträchtigsten Filmbauten jener Zeit, darunter die Dekorationen zu den Historienfilmen Bismarck, Der große König und Kolberg, die zu den umfangreichsten Aufträgen gehörten, die die staatlich gelenkte Filmindustrie des Dritten Reichs im Krieg zu vergeben hatte. 
Noch vor der Uraufführung seiner letzten und aufwändigsten Arbeit, des „Durchhaltefilms“ Kolberg, nahm sich Karl Machus das Leben.

## Filmografie
- 1918: Carmen
- 1919: Madame Dubarry
- 1919: Prinz Kuckuck
- 1919: Moderne Töchter
- 1919: Die Nacht der Entscheidung
- 1919: Blondes Gift
- 1920: Berlin W
- 1920: Götzendämmerung
- 1920: Schieber
- 1920: Schneider Wibbel
- 1920: Die rote Hexe
- 1921: Der Roman eines Dienstmädchens
- 1921: Der schwere Junge
- 1921: Söhne der Nacht (2 Teile)
- 1921: Zwischen Flammen und Fluten
- 1922: Othello
- 1922: Das Testament des Ive Sievers
- 1922: Nathan der Weise
- 1923: Das Erbe
- 1923: ‘1812’ -- Gräfin Vandières
- 1923: Dieter, der Mensch unter Steinen
- 1924: Die Tragödie der Entehrten
- 1924: Zwei Kinder
- 1924: Ihre letzte Dummheit
- 1925: Die eiserne Braut
- 1925: O alte Burschenherrlichkeit
- 1925: Unser täglich Brot
- 1926: Der Liebe Lust und Leid
- 1926: In der Heimat, da gibt’s ein Wiedersehn!
- 1926: Annemarie und ihr Ulan
- 1926: Die Warenhausprinzessin
- 1927: Das edle Blut
- 1927: Gefährdete Mädchen
- 1927: Die große Unbekannte
- 1927: Jahrmarkt des Lebens
- 1927: Orientexpress
- 1927: Der falsche Prinz
- 1927: Die Achtzehnjährigen
- 1928: Der Piccolo vom Goldenen Löwen
- 1928: Eva in Seide
- 1928: Ossi hat die Hosen an
- 1928: Lemkes sel. Witwe
- 1929: Kinder der Straße
- 1929: Die nicht heiraten dürfen
- 1929: Geschminkte Jugend
- 1929: Drei Tage auf Leben und Tod
- 1931: Der schönste Mann im Staate
- 1931: Die Wasserteufel von Hieflau
- 1932: Im Bann des Eulenspiegels
- 1932: Der verliebte Blasekopp
- 1933: Reifende Jugend
- 1934: Ich heirate meine Frau
- 1934: Glückspilze
- 1935: Vergiß mein nicht
- 1935: August der Starke
- 1936: Arzt aus Leidenschaft
- 1936: Diener lassen bitten
- 1936: Moral
- 1937: Spiel auf der Tenne
- 1937: Revolutionshochzeit
- 1937: Der Katzensteg
- 1938: Es leuchten die Sterne
- 1938: Peter spielt mit dem Feuer
- 1939: Robert und Bertram
- 1939: Die goldene Maske
- 1939: Stern von Rio
- 1940: Herz modern möbliert
- 1940: Bismarck
- 1940/42: Der große König
- 1941: Pedro soll hängen
- 1942: Die goldene Stadt
- 1943: Immensee
- 1944: Opfergang
- 1945: Kolberg